# Route nationale 96 (Belgique)
Pour les articles homonymes, voir Route nationale 96.
La route nationale 96 est une route nationale de Belgique de 26,2 kilomètres qui relie Anhée à Heer-Agimont via Dinant et Hastière

## Description du tracé

### Communes sur le parcours
- Région wallonne
  -  Province de Namur
    - Anhée
    - Dinant
    - Waulsort
    - Hastière
    - Heer-Agimont